# Aeroportul Ranau
Aeroportul Ranau (IATA: RNU, ICAO: WBKR) este un aeroport din Sabah, Malaysia.
aeroportul dispune de o singură pistă.